# Kenny (zespół muzyczny)
Kenny – brytyjski zespół glamrockowy działający w latach 1974–1979.
Swój sukces grupa zawdzięcza spółce autorskiej Bill Martin i Phil Coulter. Grupa istniała już trzy lata zanim została odkryta przez Maritna i Coultera pod koniec 1974 roku - jak głosi legenda - podczas próby zespołu w składzie bananów w północnym Londynie na przedmieściu Enfield. Zespół występujący wówczas pod nazwą Chuff po występie w prestiżowym londyńskim Speakeasy podpisał kontrakt w menedżerem Peterem Walshem. Początkowo jako Kenny nagrywał irlandzki piosenkarz Tony Kenny i w 1973r. jego piosenki "Heart Of Stone" i "Give It To Me Now" dostały się na listy przebojów, niestety potem zniknął ze sceny. Kariera zespołu Kenny zaczęła się od nawiązania współpracy z wytwórnią RAK, której właścicielem był producent Micky Most. Nagranie "The Bump" początkowo miało znaleźć się na stronie B najnowszego singla zespołu Bay City Rollers, dla którego spółka Martin & Coulter pisała teksty. Zapewniona, że z tą piosenką odniesie sukces grupa Chuff zgodziła się na rozpoczęcie kariery pod nową nazwą Kenny. Utwór "The Bump" w ich wykonaniu doszedł w roku 1974 do 3 miejsca brytyjskiej listy przebojów. W roku 1975 grupa wprowadziła na listę trzy kolejne utwory: "Fancy Pants", który doszedł do 4 miejsca, "Baby I Love. OK !" (miejsce 12) i "Julie Ann" (miejsce 10). Wśród wykonawców, którzy wystąpili anonimowo w pierwszych (przebojowych) nagraniach formacji Kenny, znaleźli się m.in. Chris Spedding i Clem Cattini, którzy grali jako muzycy sesyjni. W roku 1976 ukazał się pierwszy album grupy Kenny zatytułowany "The Sounds of Super K", ale nie odniósł sukcesu w Wielkiej Brytanii (miejsce 56) za to zdobył powodzenie w Europie - 12 miejsce w Niemczech. Wkrótce po wydaniu tego albumu grupa zostawiła spółkę Martin & Coulter oraz wytwórnię RAK i z wytwórnią Polydor wydała singel "Hot Lips". Utwór pozostał niezauważony w Wielkiej Brytanii, ale został hitem w Europie. Kenny opublikowała kolejne 3 single oraz album wydany tylko w Niemczech, zatytułowany "Ricochet", ale to już był koniec kariery zespołu.

## Skład zespołu
- Rick Driscoll - śpiew, gitara (ur. 1 maja 1957 w Enfield, Middlesex)
- Yan Style – gitara (ur. 16 stycznia 1957 w Enfield, Middlesex)
- Chris Redburn – gitara basowa (ur. 14 marca 1957 w Enfield, Middlesex)
- Chris Lacklison - instrumenty klawiszowe (ur. 15 października 1956 w Londynie)
- Andy Walton – perkusja (ur. 1 października 1957 w Enfield, Middlesex)

## Dyskografia

### Albumy
- 1975 – The Sound Of Super K.
- 1976 – Ricochet (wydany tylko w Niemczech)
- 1994 – The Single Collection (kompilacja)

### Single
- 1973 – "Heart Of Stone"
- 1973 – "Give It Me Now"
- 1974 – "The Bump"
- 1975 – "Fancy Pants"
- 1975 – "Baby I Love You, OK!"
- 1975 – "Julie Anne"
- 1975 – "Nice To Have You Home"
- 1976 – "Hot Lips"
- 1976 – "Red Headed Lady"
- 1976 – "Old Songs Never Die"
- 1979 – "Reach Out I’ll Be There"